# Maison Loupy
La maison Loupy, ou maison Frappier de Montbenoît, est une maison remarquable de l'île de La Réunion, département d'outre-mer français dans le sud-ouest de l'océan Indien.
Située au 24 rue Archambeaud, dans le centre-ville de Saint-Pierre, elle est inscrite à l'inventaire supplémentaire des Monuments historiques depuis le 22 octobre 1998,.
L'inscription est complétée en avril 2019 par la grille, le portail et les vestiges du guétali et du mur de la maison.